# Jutge
Jutge o Jutje (fl. XIII secolo) è stato un trovatore minore occitano la cui biografia e origine ci è ignota.
Jutge ha composto un partimen (Dui cavalier an pregat longamen ) con Esteve e una tenzone (Ara.m digatz vostre semblan) con Elias
            Ara m digatz vostre semblan,

            N Elias, d'un fin amador

            c'ama ses cor gualiador,

            et es amatz ses tot enjan,

            de qual deu pus aver talan,

            segon dreyta razon d'amor,

            que de si dons sia drutz o maritz,

            can s'esdeve que 'l n'es datz lo chauzitz.

            [...]